# Mitopus glacialis
Espèce
Synonymes
- Opilio glacialis Heer, 1845

Mitopus glacialis est une espèce d'opilions eupnois de la famille des Phalangiidae.

## Distribution
Cette espèce est endémique des Alpes.

## Description

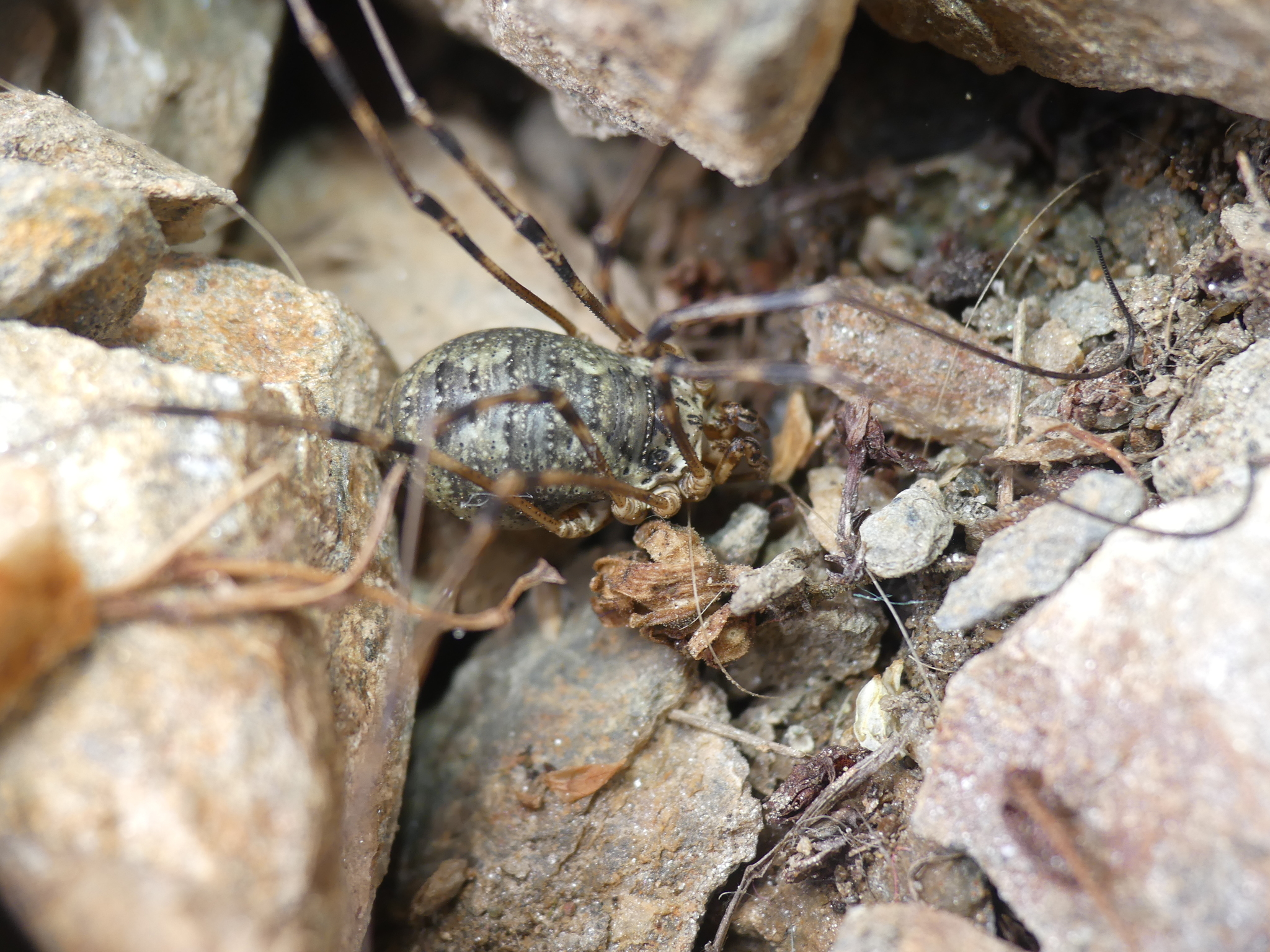
Mitopus glacialis

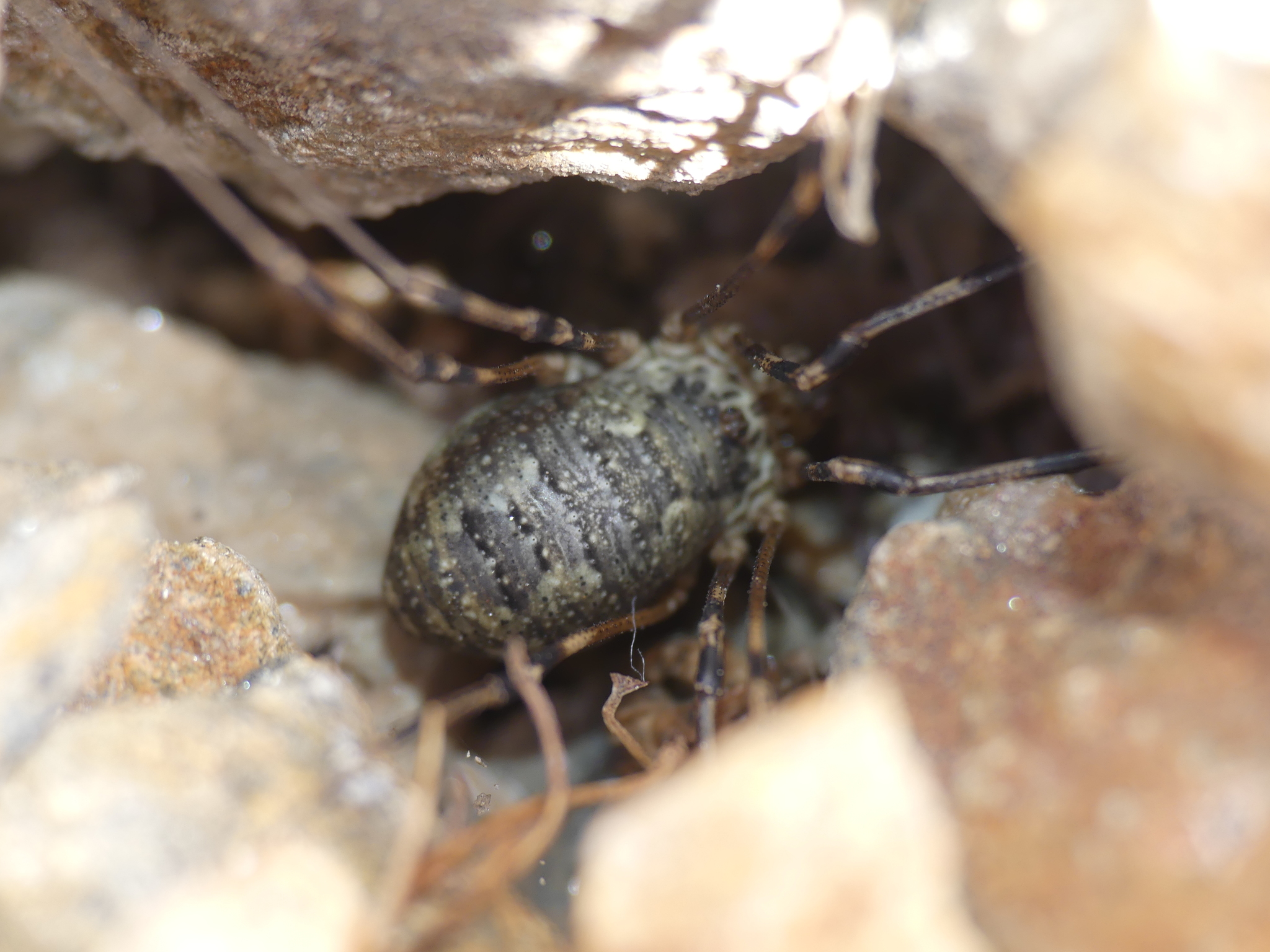
Mitopus glacialis

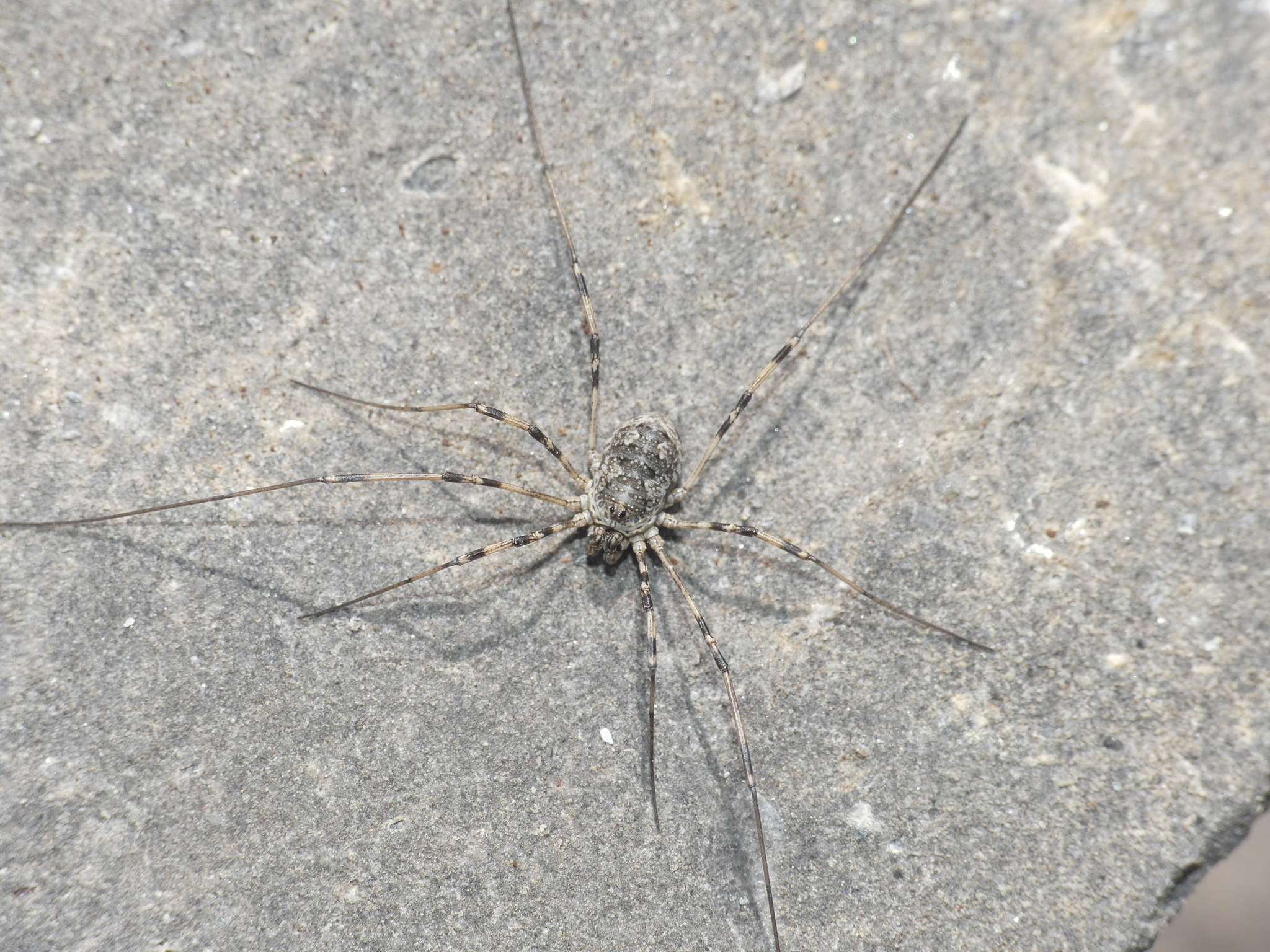
Mitopus glacialis

Les mâles mesurent de 5,5 à 6,0 mm et les femelles de 9,2 à 10,1 mm.

## Systématique et taxinomie
Cette espèce a été décrite sous le protonyme Opilio glacialis par Heer en 1845. Elle est placée dans le genre Oligolophus par Simon en 1879, dans le genre Strandibunus par Roewer en 1912 renommé Parodiellus par Roewer en 1923 puis dans le genre Mitopus par Martens en 1978.

## Publication originale
- Heer, 1845 : Ueber die obersten Grenzen des thierischen und pflanzlichen Lebens in den Schweizer-Alpen, Meher und Zeller, Zürich, p. 1-19.